# タンフー区
座標: 北緯10度47分32秒 東経106度37分31秒 / 北緯10.79222度 東経106.62528度
タンフー区（タンフーく、ベトナム語：Quận Tân Phú / 郡新富）は、ベトナム・ホーチミン市の区の1つ。

## 行政
タンフー区は11の坊（Phường）を管轄している。住所表記では坊が略称で書かれることが多い（例：Phường Phạm Ngũ Lão → P. PNL）
- タンソンニー（Tân Sơn Nhì / 新山二）
- タイタイン（Tây Thạnh / 西盛）
- ソンキ（Sơn Kì / 山奇）
- タンクイ（Tân Quý / 新貴）
- タンタイン（Tân Thành / 新成）
- フートホア（Phú Thọ Hoà / 富壽和）
- フータイン（Phú Thạnh / 富盛）
- フーチュン（Phú Trung / 富中）
- ホアタイン（Hoà Thạnh / 和盛）
- ヒエップタン（Hiệp Tân / 協新）
- タントイホア（Tân Thới Hòa / 新泰和）